# Human Waste
Human Waste è il primo EP del gruppo musicale death metal statunitense Suffocation, pubblicato nel 1991 dalla Relapse Records.

## Tracce
1. Infecting the Crypts – 4:37
2. Synthetically Revived – 3:38
3. Mass Obliteration – 4:28
4. Catatonia – 3:55
5. Jesus Wept – 3:38
6. Human Waste – 2:58

## Formazione
Cast artistico
- Frank Mullen - voce
- Terrance Hobbs - chitarra
- Doug Cerrito - chitarra
- Josh Barohn - basso
- Mike Smith - batteria

Cast tecnico
- Ron Spencer - copertina
- Paul Bagin - ingegneria del suono
- Matthew Jacobson - produttore esecutivo